# ТБ-6
ТБ-6 (второе название - АНТ-26) — проект советского тяжёлого бомбардировщика.

## История
ВВС хотели видеть новый самолёт огромных размеров, способный перевозить тонны бомб и тяжёлую боевую технику. В 1930 году - были созданы первые эскизы ЛА, а в 1931 самолёт под маркировкой ТБ-6 появляется в официальных планах и программах; есть и упоминание о характеристиках самолёта.
В октябре 1931 года на заседании ВАО (председатель П. И. Баранов) было принято решение о форсировании постройки нового самолёта; закончить его планировалось в конце 1932 года. Однако у конструкторов была большая нагрузка за счёт постройки других самолётов, поэтому нормальное проектирование ТБ-6 ЦАГИ началось лишь в марте 1932 года.
Планировалось, что ТБ-6 будет иметь длину 38 м, размах крыла - 95 м, а взлётный вес - 70 т. Общая масса конструкции исчислялась в 31 т (18 т занимали молибденовые трубы, 4 - разные виды стали). Во время модернизации проекта нового самолёта в ЦАГИ со временем появляется компоновочная схема ТБ-6, тип силовой установки, расположение вооружения и так далее.
В крыле ТБ-6 было размещено 8 двигателей, а в двух тандемных установках над крылом - 4. В 8-ми установках размещалось вооружение, такое как пулемёты ДА, ШКАС, крупнокалиберные пулемёты ШВАК, а также пушки калибра 20-37 мм. Для обеспечения хорошей путевой устойчивости ТБ-6 имел два дополнительных киля.
Самолёт должен был иметь гофрированную обшивку крыла и гладкую обшивку фюзеляжа. Шасси ТБ-6 - частично убирающееся в обтекатели. Планировалось установить двигатели М-34 или М-34РН мощностью 820 л. с. ТБ-6 должен был иметь следующие характеристики: взлётный вес - 72,5 т, вес пустого самолёта - 44,5 т, вес топлива - 13 т, бомбовую нагрузку - 10 т, максимальную скорость на высоте 3 500 м - 223 км/ч, а дальность полёта − 1500 километров.
В феврале 1933 года в НИИ ВВС сообщили о более детальных требованиях к новому самолёту. Самолёт должен был обладать полезной нагрузкой 19 600 кг, максимальной скоростью на высоте 5 км 250 км/ч, посадочной скоростью 70-80 км/ч, длиной разбега 300 м (пробега - 200 м), технической дальностью полёта 3 300 км, практическим потолком 7 000 м, бомбовой нагрузкой - 15 т и экипажем в 17 человек.
Вооружение: 3 20-мм пушки «Эрликон», 1 37-мм пушка, 1 пулемёт ДА, 4 пулемета ШКАС и 3 крупнокалиберных пулемёта ШВАК. Также к самолёту предполагалось подвешивать танки, орудия и какую-либо другую технику.
В результате новых требований заказчика самолет приобретал большую полётную массу и огромные размеры, что заставляло конструкторов применять новые конструкционные материалы. В качестве такого материала были предложены хромомолибденовые трубы, однако сроки их изготовления на отечественных заводах не соответствовали срокам постройки ТБ-6. В июле 1934 года работы по ТБ-6 приостановили.

## Лётно-технические характеристики
Приведены проекта ТБ-6:
Источник данных: Gordon, Rigmant, 2005; Gunston, 1995; Шавров, 1985.

Технические характеристики
- Экипаж: 17 человек
- Длина: 39 м
- Размах крыла: 95 м
- Высота: 10 м
- Площадь крыла: 754 м²
- Масса пустого: 48600 кг
- Нормальная взлётная масса: 71000 кг
- Масса топлива во внутренних баках: 10000 кг[1]
- Силовая установка: 12 × поршневые М-34ФРН
- Мощность двигателей: 12 × 900 л.с. (12 × 671  кВт)

Лётные характеристики
- Максимальная скорость:  
  - На земле: 275 км/ч
  - В воздухе: 225 км/ч[1]
- Крейсерская скорость: 170 км/ч[1]
- Практическая дальность: 1000 км
- Практический потолок: 5500 м
- Скороподъёмность: 130 м/мин[1]
- Нагрузка на крыло: 88 кг/м²
- Тяговооружённость: 117 Вт/кг

Вооружение
- Стрелково-пушечное:  
  - 1 × 37 мм пушка
  - 4 × 20 мм пушек ШВАК
  - 1 × 7,62 мм пулемёт ДА
  - 4 × 2×7,62 мм пулемёты ШКАС
- Боевая нагрузка:  
  - нормальная: 15000 кг
  - максимальная: 24600 кг